# MindManager
MindManager, llamados MindMan, hasta la versión 3.5, es un programa comercial de mapas mentales desarrollado por Mindjet Corporation. Los mapas mentales creados en MindManager se basan en el método de mapeo de la mente por Tony Buzan. La última versión, MindManager 8, está disponible solamente para Microsoft Windows, aunque las versiones anteriores apoyadas Mac OS X y los archivos creados en las versiones más recientes son compatibles con ambas plataformas. En 2008 presentó Mindjet Connect, un servicio de colaboración en línea con el almacenamiento centralizado, Instant Meeting, y las características de comunicación. Connect es accesible con MindManager 8 en Windows y Web a través de MindManager, basado en un cliente de Flash.
Las características que se incluyen en el manual son para el soporte de gestión de tareas, filtros, proceso abierto API, y el apoyo de RSS. Los mapas pueden extraer datos de Microsoft Excel y Outlook, y pueden ser exportados a Microsoft Word, PowerPoint, Visio y Project, así como a páginas web HTML y como a documentos en formato PDF.

## Historia del producto
Línea de productos actual en negrita.
| Fecha | Nombre y versión          | Sistemas operativos soportados | Idiomas                           |
| ----- | ------------------------- | ------------------------------ | --------------------------------- |
| 1994  | MindMan 1.0               | Microsoft Windows              | Inglés, Alemán                    |
| 1996  | MindMan 2.0               | Microsoft Windows              | Inglés, Alemán                    |
| 1997  | MindMan 3.0               | Microsoft Windows              | Inglés, Alemán                    |
| 1998  | MindManager 3.5           | Microsoft Windows              | Inglés, Alemán                    |
| 1999  | MindManager 4             | Microsoft Windows              | Inglés, Alemán                    |
| 2000  | MindManager 2002          | Microsoft Windows              | Inglés, Alemán.                   |
| 2002  | MindManager               | PocketPC y PalmOS              | Inglés, Alemán.                   |
| 2003  | MindManager for Tablet PC | Microsoft Windows              | Inglés, Alemán.                   |
| 2003  | MindManager X5            | Microsoft Windows              | Inglés, Alemán.                   |
| 2005  | MindManager 6             | Microsoft Windows              | Inglés, Alemán.                   |
| 2006  | MindManager 6             | Microsoft Windows              | Francés, Japonés.                 |
| 2006  | MindManager 6             | Mac OS X                       | Inglés, Alemán, Francés, Japonés. |
| 2007  | MindManager 7             | Microsoft Windows, Mac OS X    | Inglés, Alemán, Francés, Japonés. |
| 2008  | Mindjet Connect           | Microsoft Windows              | Inglés, Alemán.                   |
| 2008  | MindManager Web           | Todos (Adobe Flash)            | Inglés, Alemán.                   |
| 2008  | MindManager 8             | Microsoft Windows              | Inglés, Alemán.                   |
| 2010  | MindManager 8             | Mac OS X                       | Inglés.                           |